# Mustang (huyện)
Mustang (tiếng Nepal:मुस्ताङ) là một huyện thuộc khu Dhawalagiri, vùng Tây Nepal, Nepal. Huyện này có diện tích 3573 km², dân số thời điểm năm 2001 là 14981 người.

## Dân số
Biến động dân số giai đoạn 1952-2001:
| Năm    | 1971  | 1981  | 1991  | 2001  |
| ------ | ----- | ----- | ----- | ----- |
| Dân số | 26944 | 12930 | 14292 | 14981 |

Mustang
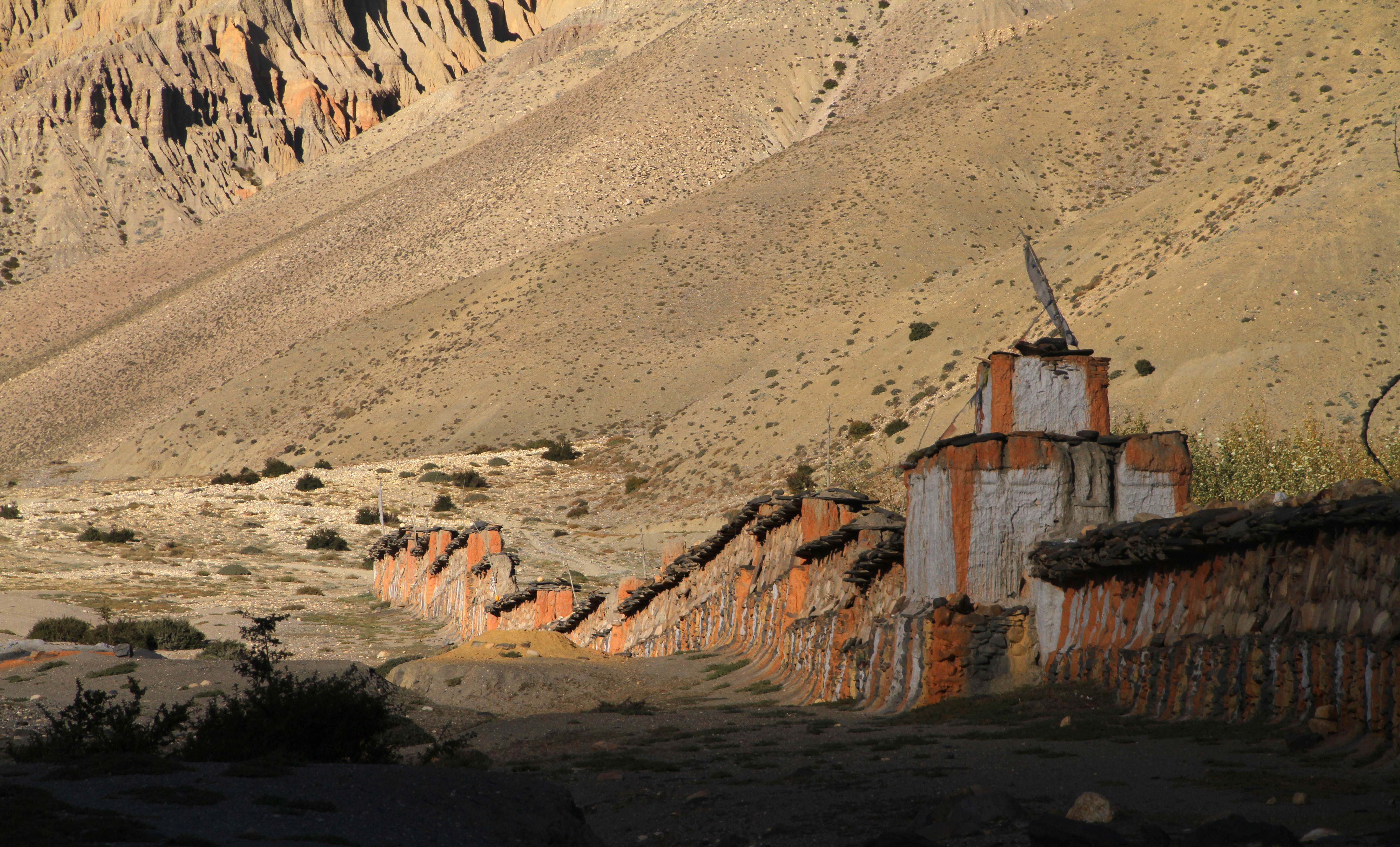
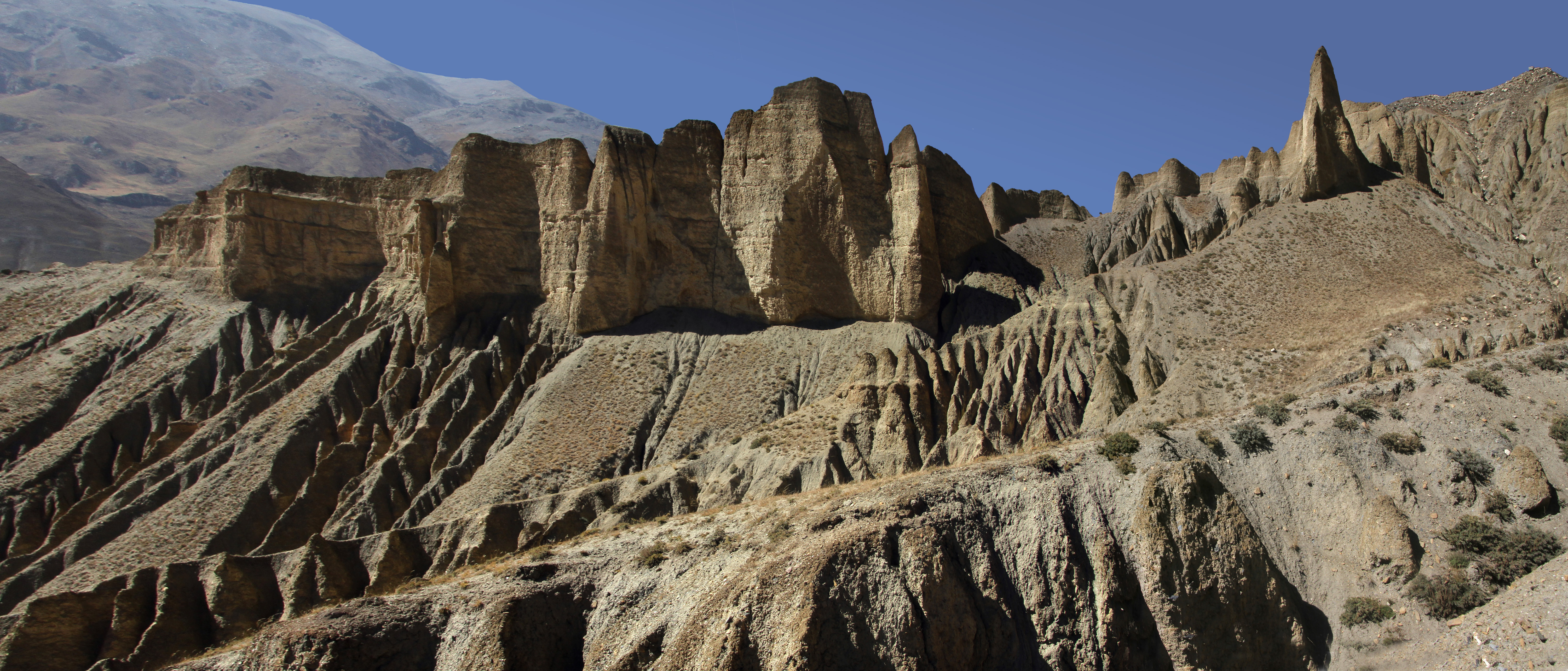
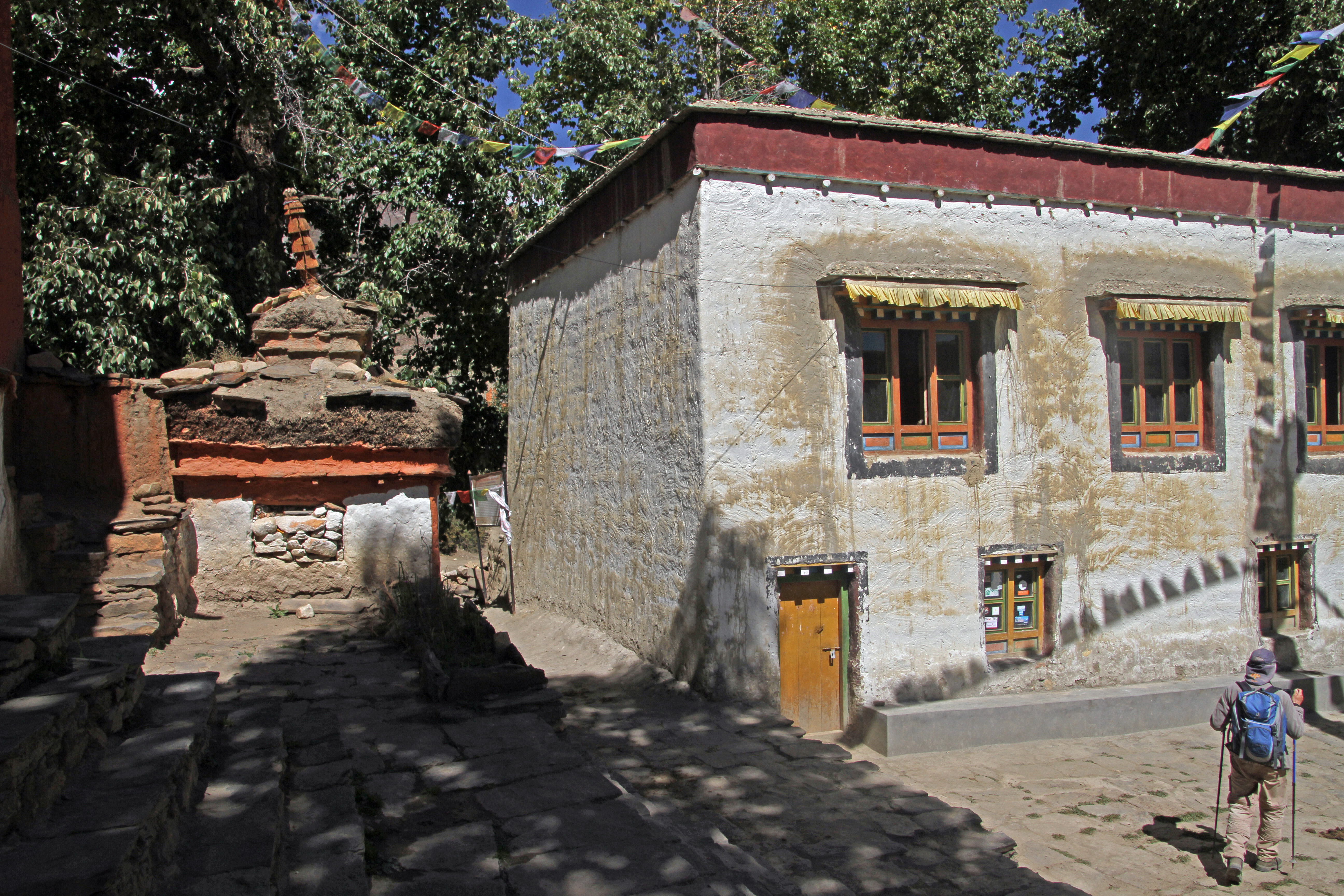
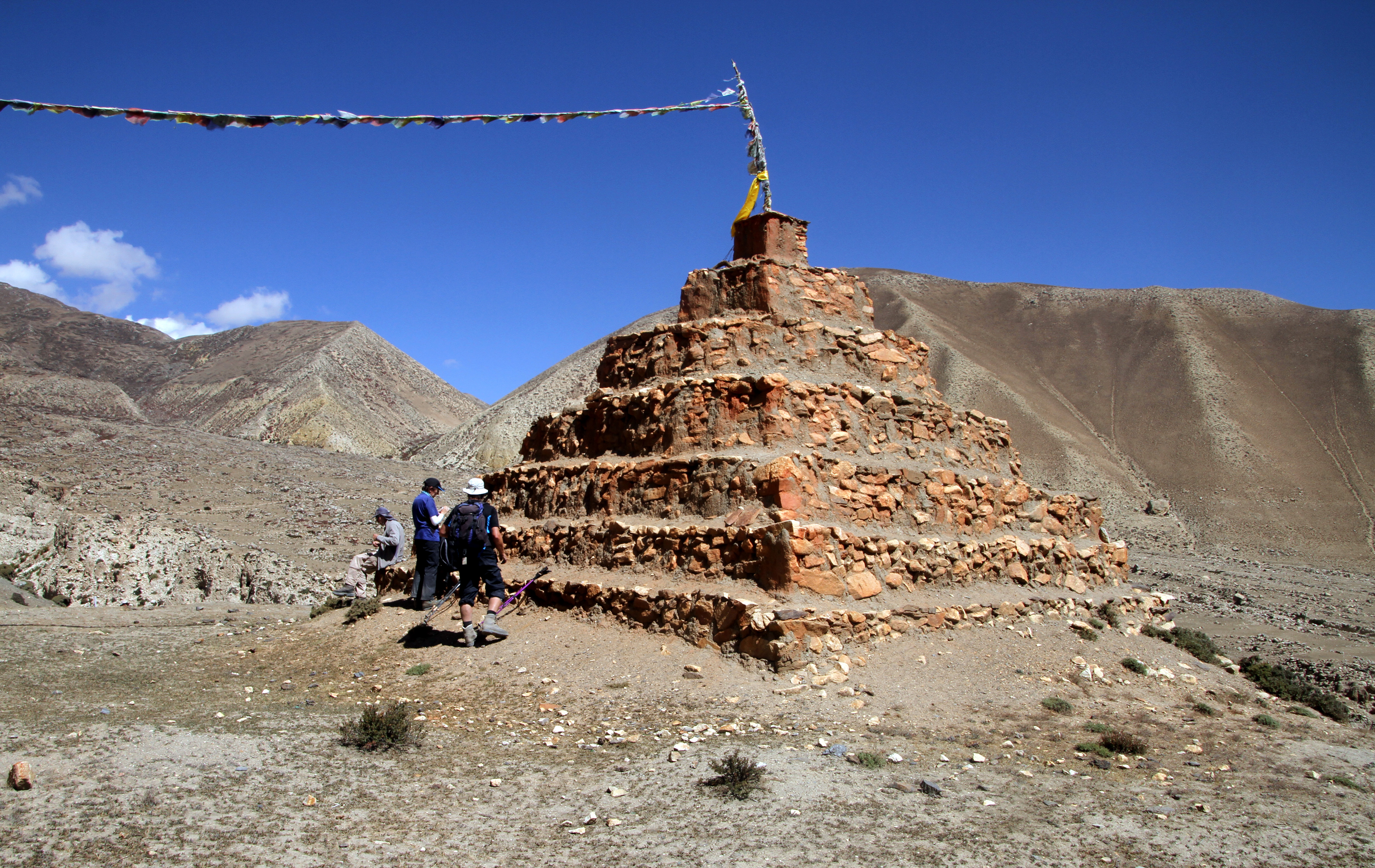
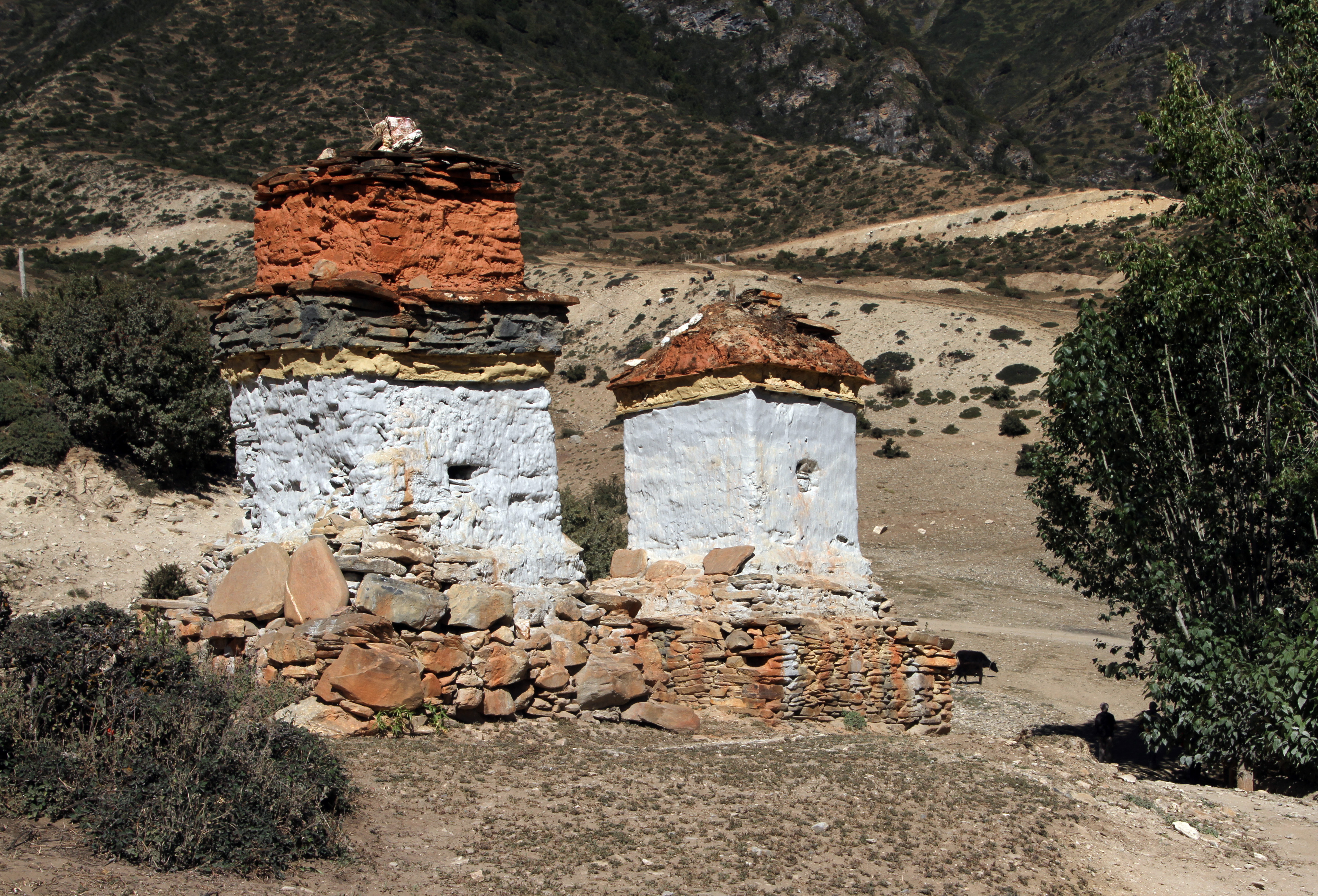
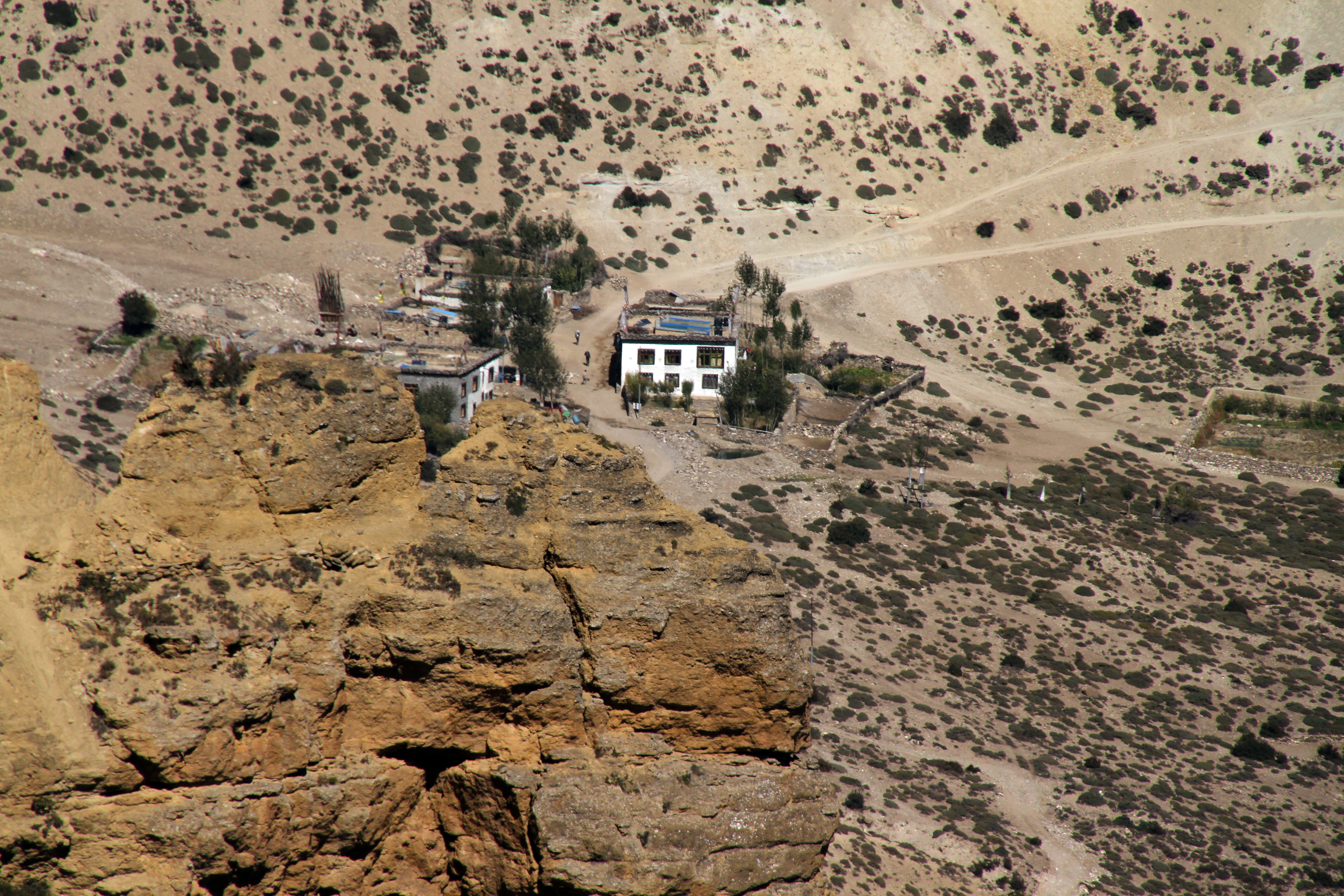
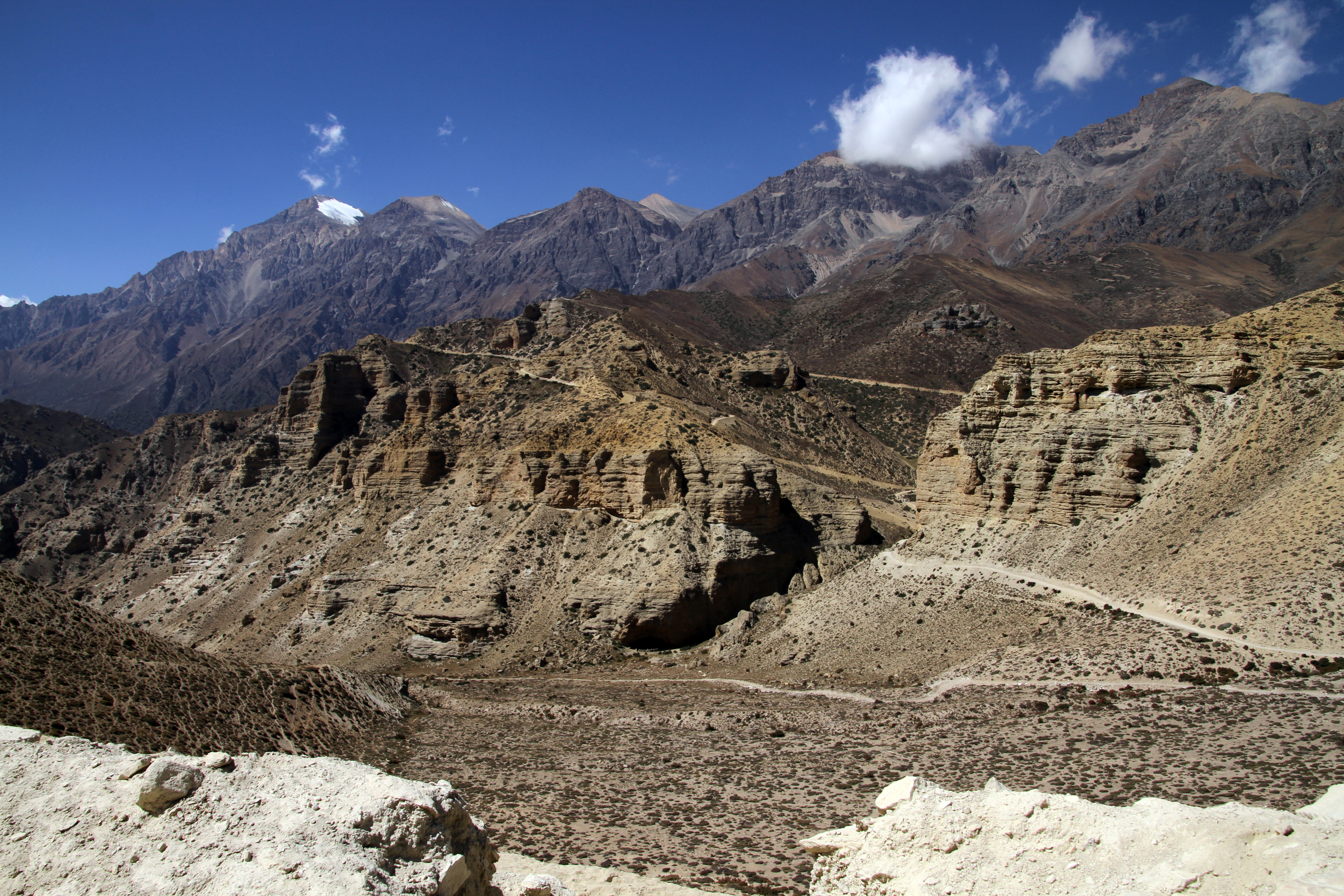
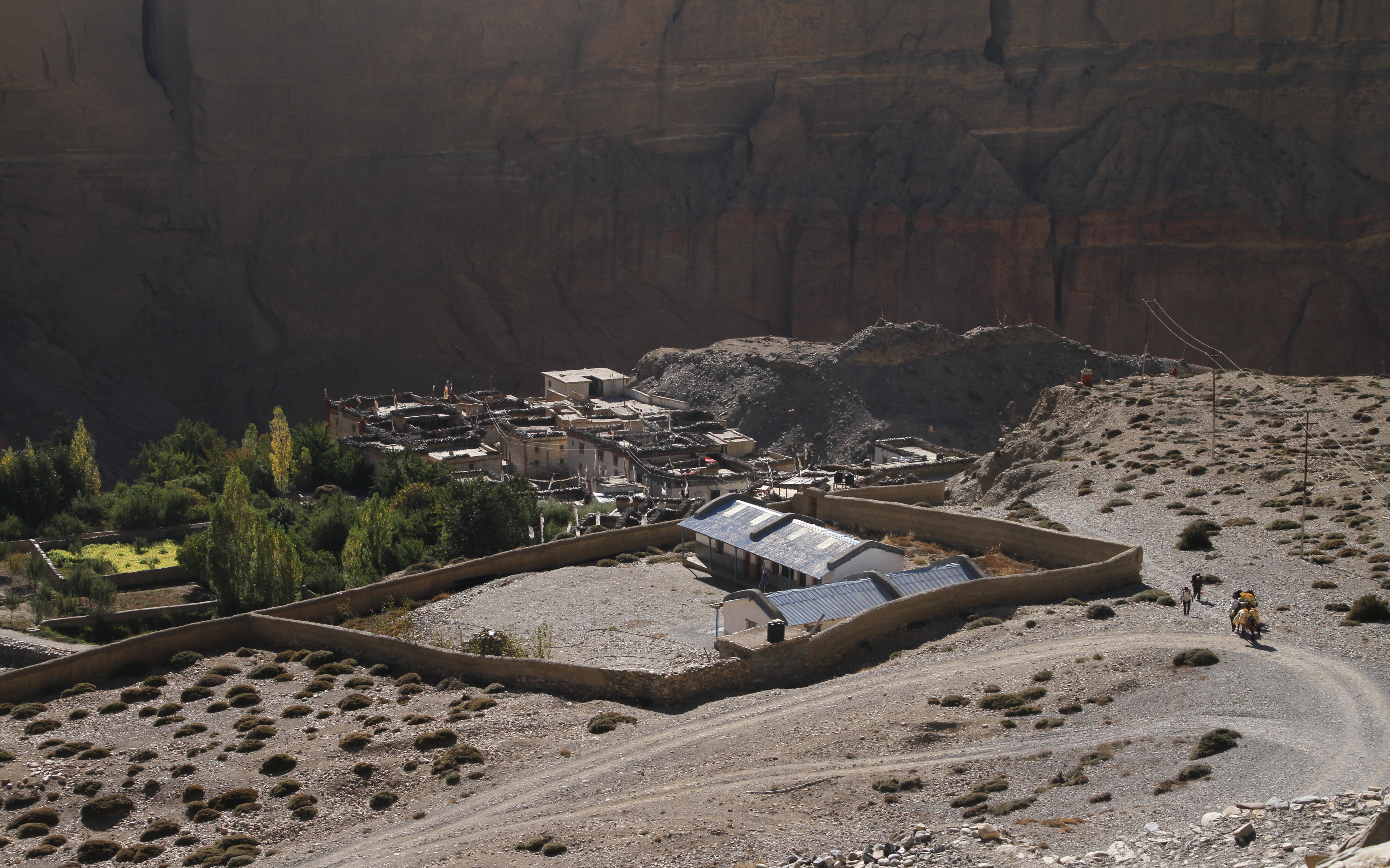
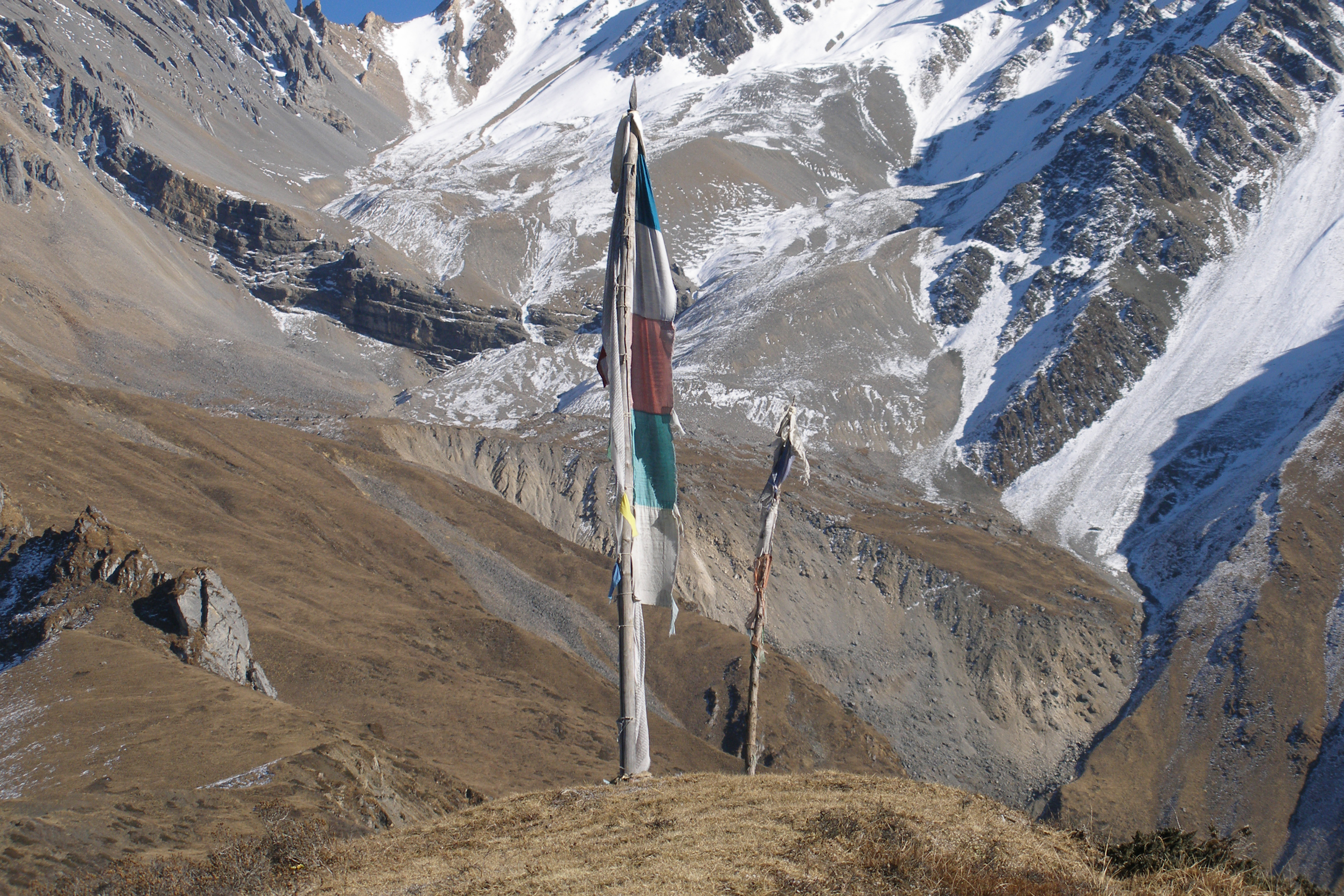
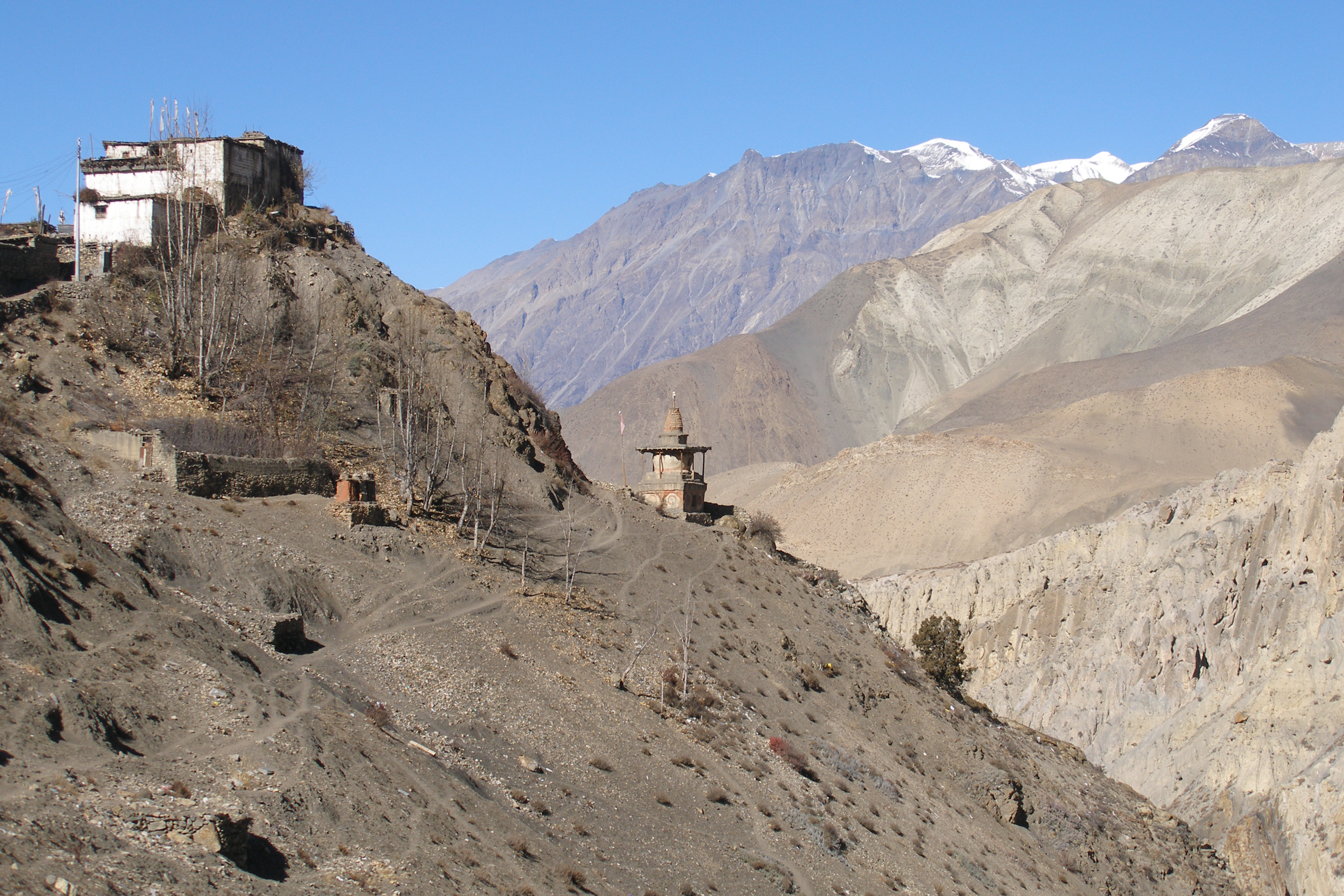
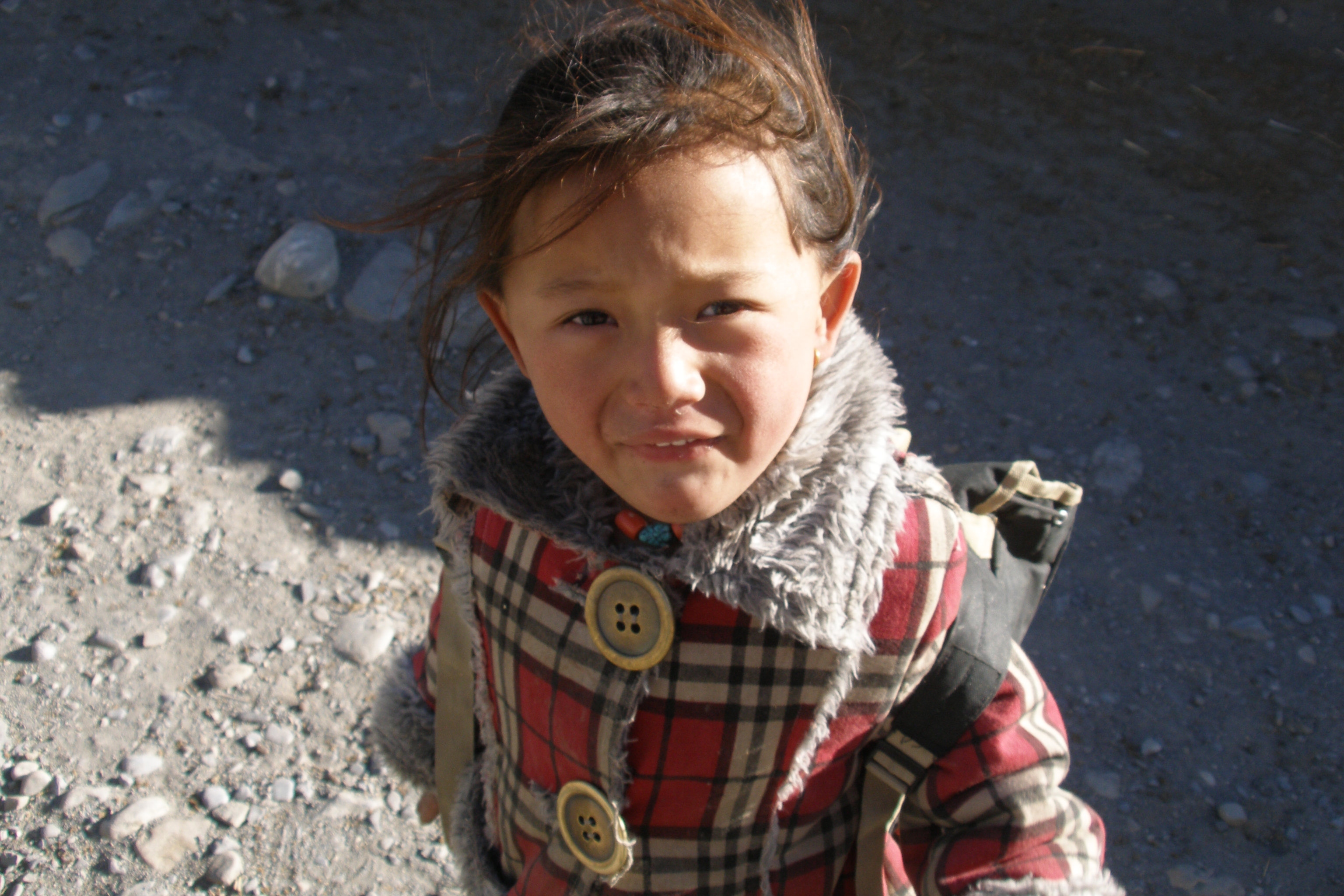
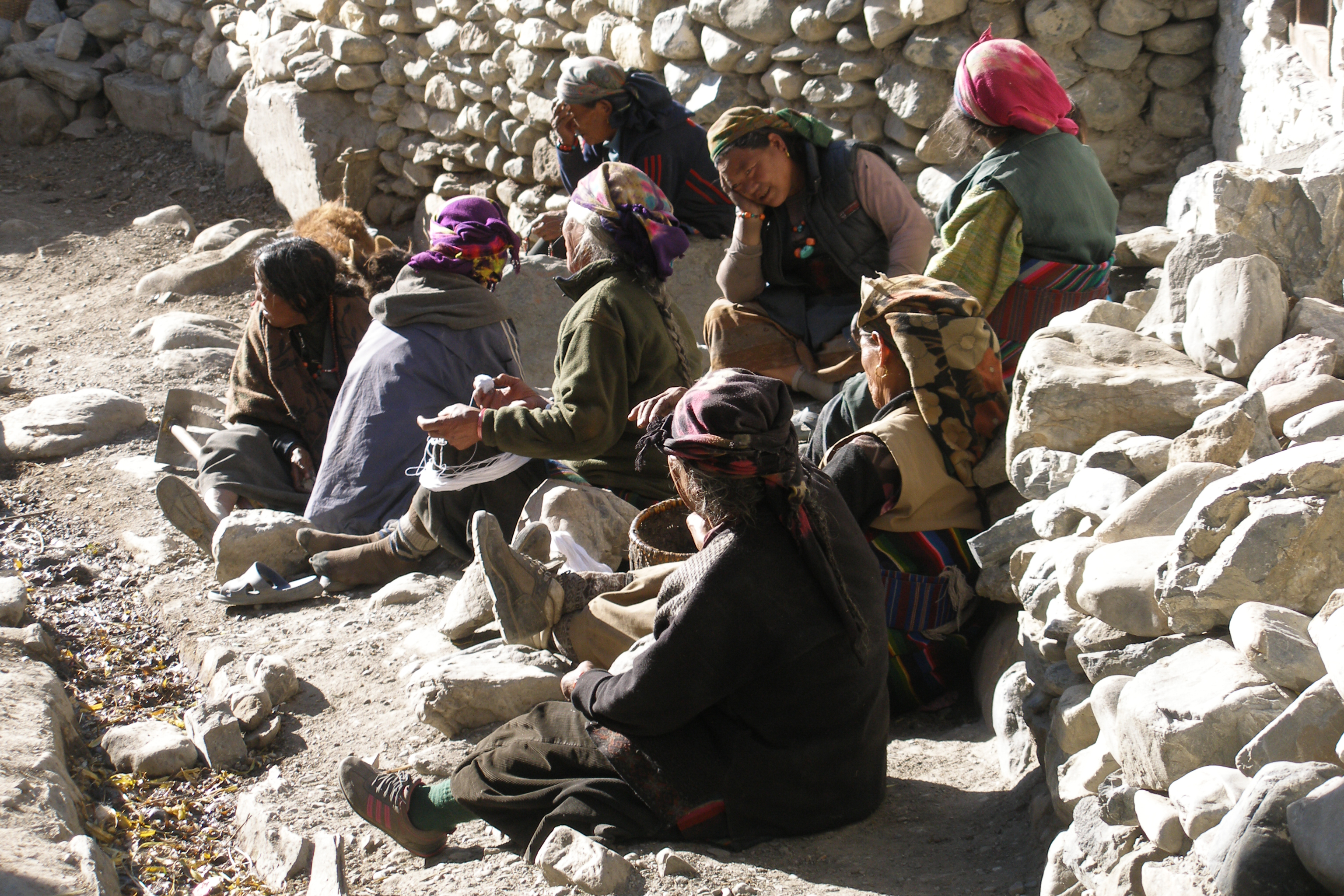
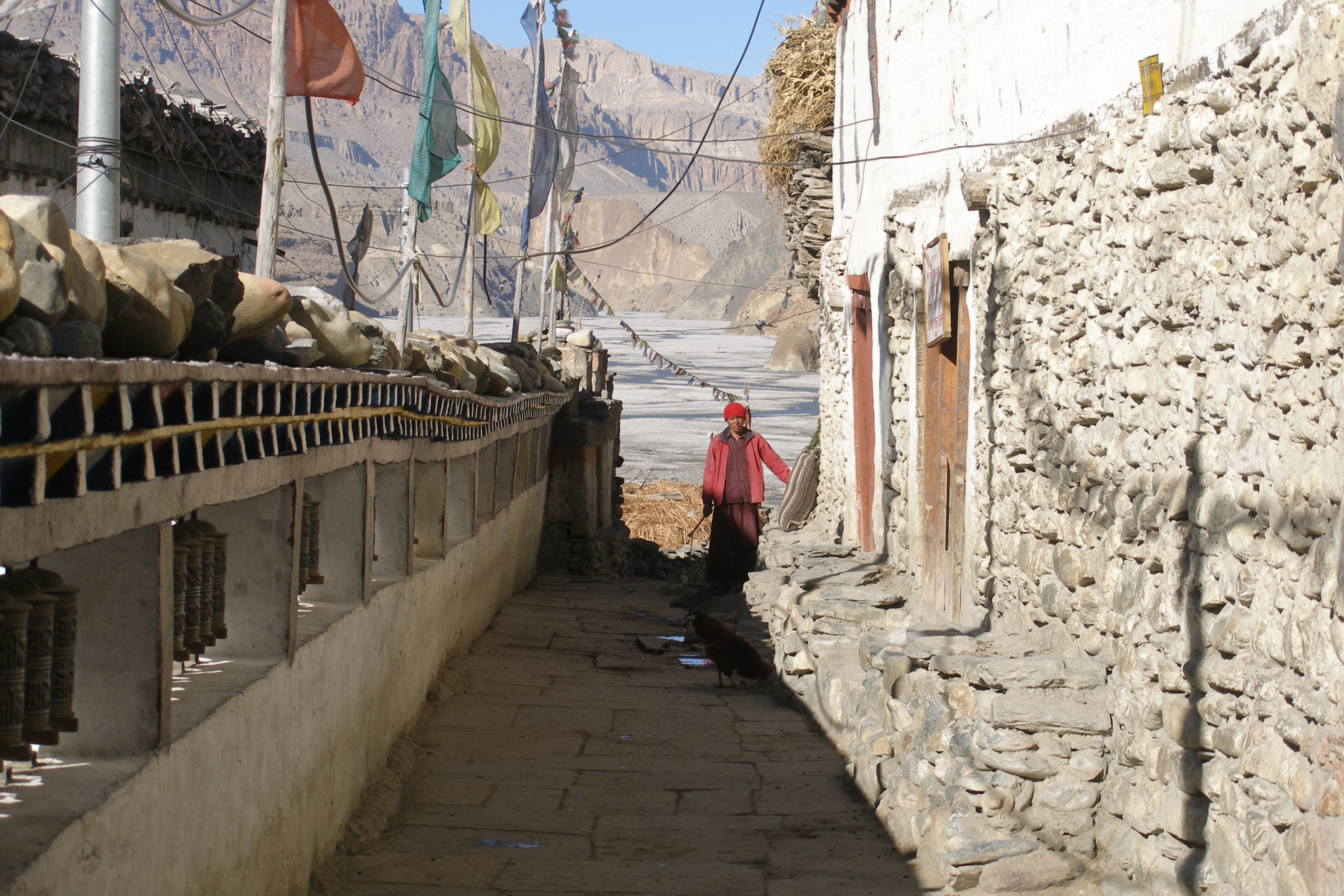
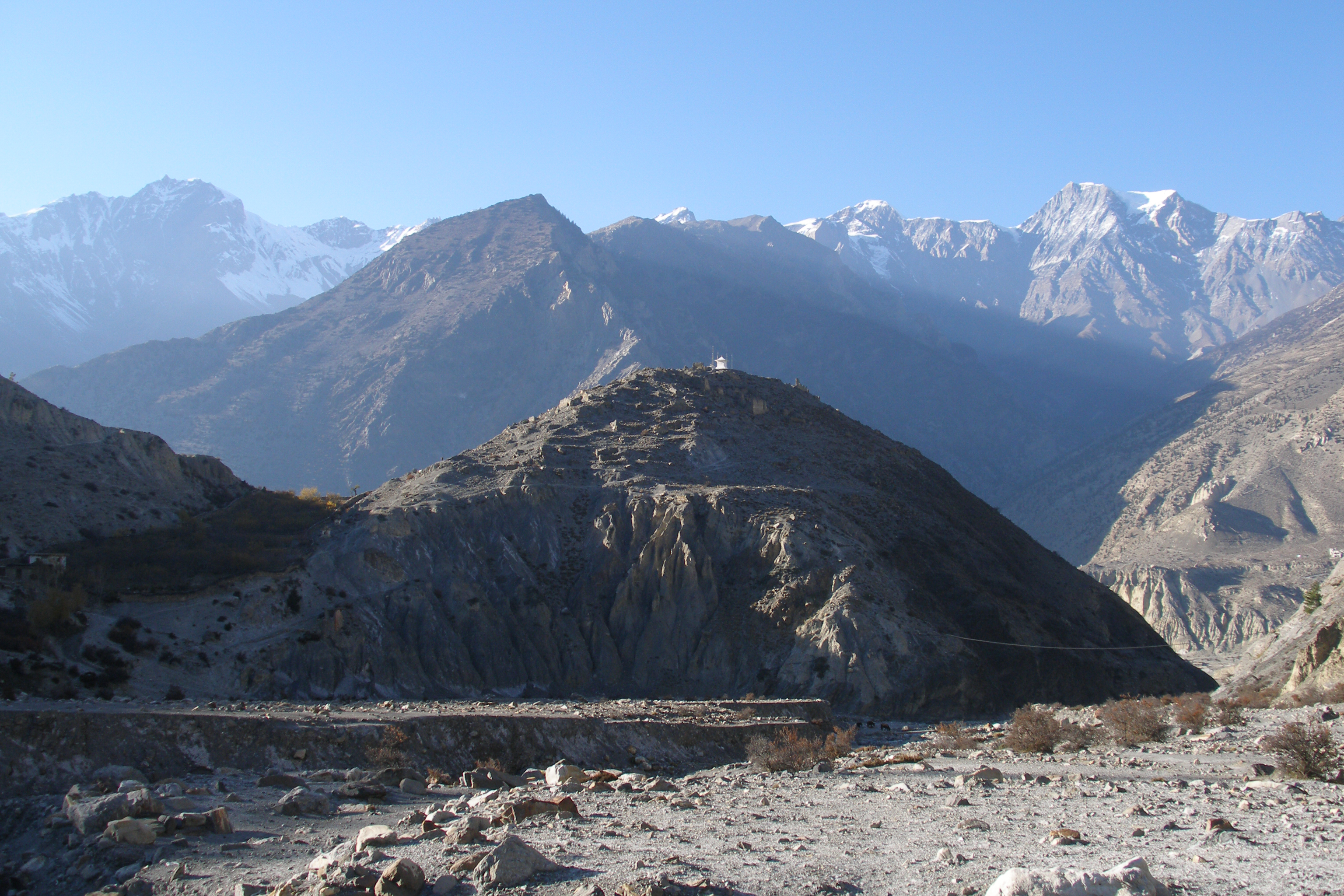
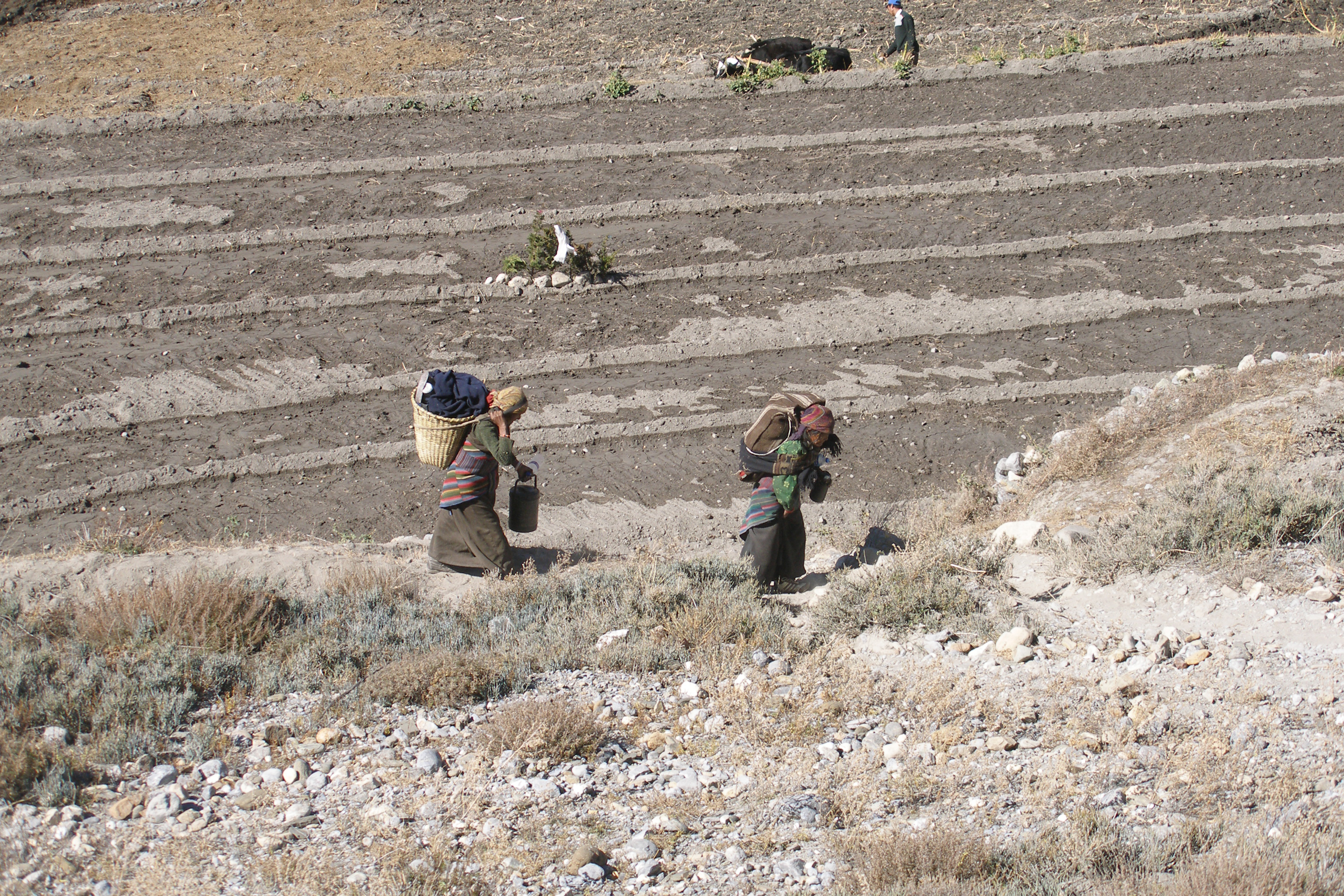